# Ochthebius nitidipennis
Ochthebius nitidipennis är en skalbaggsart som först beskrevs av Champion 1920.  Ochthebius nitidipennis ingår i släktet Ochthebius och familjen vattenbrynsbaggar. Inga underarter finns listade i Catalogue of Life.